# Club Táchira

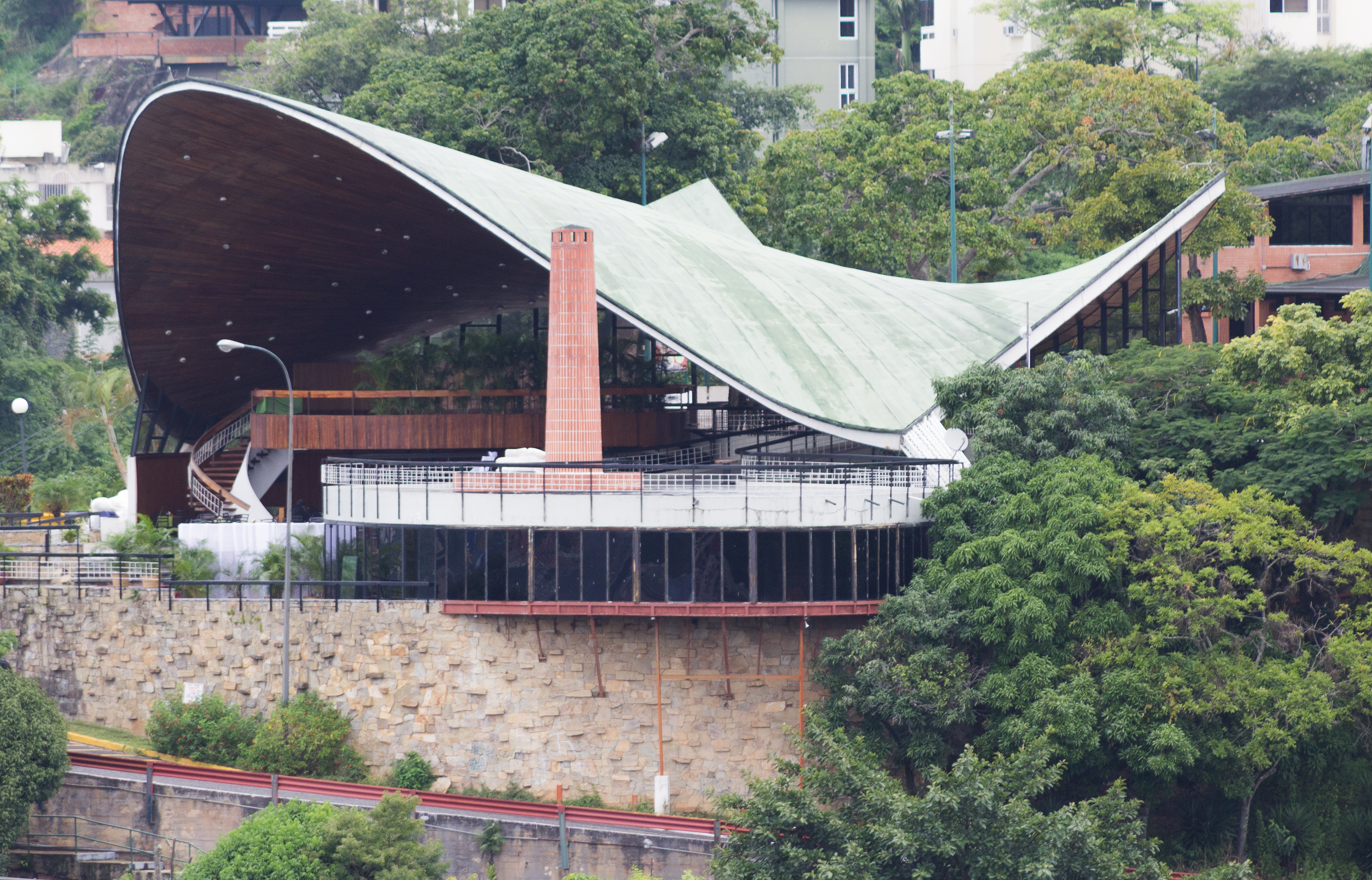
«El rancho», construcción de la instalación.

El Club Táchira es una entidad polideportiva ubicada en Colinas de Bello Monte (Caracas). Fue fundado en la década de 1950, destacando por la corriente arquitectónica moderna, una estructura laminar y espacios naturales. Este centro social agrupa a la comunidad de origen tachirense en la capital de mantener y difundir la «tachiraneidad».

## Historia
En medio de la bonanza petrolera y de la pujante práctica arquitectónica, surgió la idea de construir la sede para el Club Táchira, instituido en 1950 por nativos del andino estado Táchira, que primero se reunieron en una casa en la urbanización El Paraíso, y luego en otra de La Florida, hasta que decidieron erigir un centro propio en el sector de Colinas de Bello Monte. Un folleto editado ad hoc informa que, una vez realizado los estudios pertinentes, se compran 50 000 m² de terreno. Del lote adquirido, 50 % es en pendiente y 24 000 m² están sobre roca con desnivel natural de 10 % de sur a norte.  
Para enero de 1955, C.A. Técnica Tamere-Construcciones, Constructora Edilart y Oficina Técnica C. Blaschitz presentan anteproyectos para el nuevo club, los cuales se recopilan en el prospecto divulgativo. Todos coinciden en la vía perimetral, el terraceo de la parcela y en situar el edificio Principal al sur y el Auxiliar al norte; que este último no fuera de interés primordial tal vez explique el hecho de que, de los tres anteproyectos, sólo el de Edilart incluya un esquema para el mismo, con tejados sobre módulos rectangulares intersecados para pista de baile, bar, depósitos y sanitarios.
En el verano de 1955, el arquitecto venezolano Fruto Vivas se reunió con el Ingeniero Eduardo Torroja en Costillares (Madrid) para plantearle la colaboración en el diseño de una cubierta de forma libre y semejante a la de un pañuelo que, en su caída, se congelase justo en el momento en que sus esquinas se posaban en el suelo. La forma de la cáscara del esquema original no convenció a Torroja, ajustandolo a dos cubiertas laminares. En la parte inferior, una, en paraboloide hiperbólico construida con generatrices y directrices rectas de perfiles de acero, y la otra, de hormigón.
Entre las dos, sobre un terreno con grandes desniveles proponían unas plataformas en las que se situarían unas piscinas con fondo de cristal, transitables por la parte inferior y decoradas por Fernand Léger.